# Надійне (Лозівський район)
Надійне (до 2025 — Надеждине) —  село в Україні, у Лозівській міській громаді Лозівського району Харківської області. Населення становить 35 осіб. До 2020 орган місцевого самоврядування — Артільна сільська рада.

## Географія
Село Надійне знаходиться на лівому березі річки Орілька паралельно якій проходить Канал Дніпро — Донбас. Вище за течією на відстані 3 км розташоване село Веселе, нижче за течією на відстані 2,5 км розташоване село Артільне, на протилежному березі — село Орільське. Поруч проходить автомобільна дорога Р79.

## Історія
1820 — дата заснування.
12 червня 2020 року, відповідно до Розпорядження Кабінету Міністрів України  № 725-р «Про визначення адміністративних центрів та затвердження територій територіальних громад Харківської області», увійшло до складу Лозівської міської громади.
19 липня 2020 року, в результаті адміністративно-територіальної реформи та ліквідації колишнього Лозівського району (1923—2020), увійшло до складу новоутвореного Лозівського району Харківської області.
22 червня 2023 року рішенням №230 Національної комісії зі стандартів державної мови віднесено до списку населених пунктів, які «можуть не відповідати лексичним нормам української мови», зокрема стосуватися «російської імперської чи колоніальної політики». Громаді рекомендовано обґрунтувати доцільність збереження поточної назви або запропонувати нову назву в установленому законодавством порядку.
05 червня 2025 року відповідно до Постанови Верховної Ради України № 4483-IX село Надеждине було перейменовано на село Надійне. Постанова набула чинності 18 червня 2025 року.

## Населення

### Мова
Розподіл населення за рідною мовою за даними перепису 2001 року:
| Мова            | Кількість | Відсоток |
| --------------- | --------- | -------- |
| українська      | 24        | 68.57%   |
| російська       | 5         | 14.29%   |
| інші/не вказали | 6         | 17.14%   |
| Усього          | 35        | 100%     |